# Journal of the American Chemical Society
Journal of the American Chemical Society (zkráceně J. Am. Chem. Soc. v literárních citacích podle ISO 4), někdy také nazýváný JACS, je peer review týdeník, který byl založen v roce 1879 Americkou chemickou společnosti. S impakt faktorem 15,4 (2022) je jedním z nejvlivnějších a nejprestižnějších časopisů v oblasti chemie. Časopis se ve své historii spojil se dvěma dalšími: Journal of Analytical and Applied Chemistry (červenec 1893) a American Chemical Journal (leden 1914). Publikuje původní vědecké práce ze všech oblastí chemie. Od roku 2021 je šéfredaktorem časopisu Erick M. Carreira ze Spolkové vysoké technické školy v Curychu.

## Indexování
Časopis je indexován v databázích Chemical Abstracts Service, Scopus, Gale, ProQuest, PubMed, Web of Science a SwetsWise.